# ييل ميرفي
ييل ميرفي (بالإنجليزية: Yale Murphy)‏ هو مدرب كرة سلة أمريكي، ولد في 11 أكتوبر 1869 في Southborough, Massachusetts ‏ في الولايات المتحدة، وتوفي في 14 فبراير 1906 في ويستبورو (ماساتشوستس) في الولايات المتحدة بسبب سل.

## وصلات خارجية
- ييل ميرفي على موقعبيزبول رفرنس.كوم (الدوري الرئيسي) (الإنجليزية)
- ييل ميرفي على موقعبيزبول رفرنس.كوم (الدوري الثانوي) (الإنجليزية)
- ييل ميرفي على موقع مشجعي الرسوم البيانية (الإنجليزية)